# 申贞子
申贞子（韓語：신정자，1980年12月11日—），韩国篮球运动员。她曾代表韩国参加2008年夏季奥运会女子篮球比赛。她也参加了2006年亚运会、2010年亚运会和2014年亚运会，分别获得第四名、银牌和金牌。